# Томашевац
Томашевац је насеље града Зрењанина у Средњобанатском округу, у Србији. Према попису из 2022. било је 1212 становника.
У селу се сваке године одржава светско првенство у банатским шорама. Овде се налази Српска православна црква Светог Николе, Капела Преображења подигнута на месту где извире лековита вода и Капела светог Георгија на локалном православном гробљу. Одувек је било две парохије, по једна у сваком делу села са два свештеника.

## Име
Старији назив насеља је био Томашевци, у множини, вероватно зато што је село било неушорено, а куће попут салаша разбацане. За Томашевац се везују насеља Томашевци, Чоке, Маријево село и Томашевац. По једном предању, на месту данашњег села, први колац је ударио извесни Тамаш Лак и временом је село које је ту настало добило назив по њему. Ипак сматра се да је село добило назив по Тамишу. Називи села на другим језицима: мађ. Tamáslaka,  . Како се на појединим старим страним картама село назива и "Томасевицз", могло би се узети у обзир и могућност да је име можда добило по неком средњовековном властелину Томашевићу.

## Историја
У средњем веку у насељу Tomásfalva откривени су трагови две и то наводно католичке цркве. Прво трајније насеље настаје у XVI веку, на левој, нижој обали реке Тамиш. Поред села је вековима Тамиш премошћен дрвеним мостом (ћупријом). У време османске управе (16-18. век), Томашевци се помињу као село настањено Србима. Године 1554. Томашевац је село у Чаковачкој нахији и има 18 домова, а 1568. године нарастао је на чак 57 кућа. Тада је Банат био густо насељен и звао се "Мала Рашка", по Србима који су доминирали. Калуђери Пећке патријаршије се 1660. године забележили 12 приложника у селу Томашевци, док је у суседном месту Чоке било њих седам. Након Пожаревачког мира из 1718. године, којим су Турци напустили Банат, насеље постаје део Хабзбуршке монархије, односно Тамишког Баната. Томашевац је 1717. године под именом Томашовиц, по први пут уписан на аустријској карти као место од 20 кућа. За време коморског периода Томашевац је био важно место на царским друмовима, и ту се налази поштанска станица 1724. године. Ново село Томашевац је настало спајањем два мања насеља, коморског "Чоке" (у ствари старог Томашевца) и новог граничарског - Маријева (Маријино Село). Чоке и Маријево раздвојени баром Љутавом - тако се ове две половине села и данас у народу називају. Два насеља која су имали своје црквице, су административно спојена 1776. Аустријски царски ревизор Ерлер 1774. године помиње у свом извештају оба суседна места. "Томашевац" и "Марино Село" су милитарског статуса а становништво је српско. Шездесетих година 18. века, Томашевац улази у састав Војне границе, он је седиште Компаније (чете), а поред Томашевца, у састав улазе као подређене штације (водови) Ботош и Орловат. У милитарско село се тада досељавају и Срби из области Тисе и Мориша, који улазе у граничарску службу аустријске монархије.
У атару села, према Самошу, налазила се пустара Лудош, која је добила име по мађарској речи, која означава гуску. Ту је једно време око баре, било насеље избеглих Перлежана, који су се касније вратили у своје место. Предију Лудош су 1767. године арендирали као пашњак Томашевчани за 150 флорина.
По државном шематизму православног клира из 1846. године парохијско звање у Томашевцу је основано и почеле се водити црквене матичне књиге крштених од 1746. године. Остале матице воде се од 1768. године. У месту са две парохије 1846. године су два свештеника: Лазар Поповић и Александар Радуловић. Школу сеоску похађа 214 ђака, који су раздвојени по полу: мушкој деци предаје Јован Станковић а женској учитељ Јован Поповић.
Заштита Монархије од Турака била је тежак задатак. То је знала и Марија Терезија, аустријска царица, те је Србима у Војној граници давала многе привилегије. Управо од тог времена Томашевац почиње динамичније да се развија. Из овог времена Томашевац је познат по капетану Ђорђу Радивојевићу, који је 1788. године бранио дрвени мост - ћуприју и село од Турака.
Са својих стотинак војника (од 300 колико их је чинило томашевачку чету) је изгубио живот захваљујући шпијуну који је Турцима одао положаје храброг капетана. Данас се на месту погибије капетана Радивојевића и његових војника налази споменик, који нажалост тешко одолева зубу времена. У револуционарним данима 1848-1849. године на пољима око Томашевца вођене су три битке у којима је учествовало око 23.000 војника и изгинуло око 450 људи. Те 1848. године мађарски генерал Киш је до темеља спалио село и цркву. У том пожару је изгорео комплетан иконостас Српске православне цркве, чије је здање у Томашевцима подигнуто 1773. године. Обнову иконостаса започео је панчевачки сликар Јован Поповић 1863. године, а довршио је бечки сликар Карел Гуч, иначе пореклом Чех.
Исте године када и црква 1773, у Томашевцима је саграђена и школа. Али настава се изводи од раније, тако је 1769. године учитељ Јован Милер. Поред српске вероисповедне школе, постојала је Немачка тривијална школа од 1804. године. Након развојачења војне границе у Банату 1873. године, па до краја Првог светског рата, у школама се поред српског, обавезно учио и мађарски, а пре тога и немачки језик.
У време укидања банатске војне границе у селу је живело 1873. године 2520 становника. Од тога Шваба (Немаца) је било 102, а Срба 2418 душа. Године 1902. у томашевачком потезу Каљову, ловио је Аустроугарски престолонаследник Франц Фердинанд са домаћином, ечанским грофом. Убили су том приликом 27 лисица. Био је то један у низу ловова организованих на ловиштима у Ечки, Ботошу и Томашевцу.
За време Првог светског рата, већина Томашевчана борила се у аустроугарској војсци на фронтовима у Добруџи. Многи од њих дезертирали су и прикључили се или руској војсци, или као добровољци српској војсци. Споменик палим борцима Првог светског рата налази се у центру цела. У периоду између два рата, Томашевац је добио све оно што је једно тадашње село требало да има. Тада је изграђена зграда општине а данашње месне канцеларије, а у шесторазредној основној школи ученици су похађали наставу на српском језику. Томашевац је уочи Другог светског рата имао око 2700 становника, углавном српске националности, који су се претежно бавили индивидуалном пољопривредом.

## Знаменити Томашевчани
Томашевац је захваљујући свом стратешком положају и предузимљивим људима посебног кова, исписао лепе странице своје и српске историје Баната. Успону су допринели поред најбројнијих Срба, и Цинцари, Швабе и Мађари. Од ослобођења од Турака 1717. године он се убрзано развија, упркос ратним страдањима и пустошењу. Од уласка у састав Торонталске жупаније па до Првог светског рата, је предњачио у околини, у сваком погледу, нарочито у предузетништву и културном и јавном животу.
Као среско и компанијско место Томашевац је био увек кадровски јак и доминирао над околним општинама. Ту је било мајора и капетана - команданата чете, неколико штабних официра и чиновника, затим срески лекар и бабица, апотекар, геометар, поштар, телефониста и телеграфиста, неколико свештеника, учитеља српске и немачке школе итд. Томашевчани су 1888. године регистровали своје Српско црквено-певачко друштво (основано 1887), а 1890. године и Добровољно ватрогасно друштво.
Река Тамиш која пролази близу насеља је некада била ћудљива река, са изувијаним током од меандара, склона изливању. Проблем је уз велика финансијска улагања спровела Тамишко-Бегејска водна задруга основана 1872. у Темишвару. Прокопавање деоница којима му је скраћен и продубљен ток, извршили су између 1874-1895. године инжињери Италијани и чувени мађарски "кубикаши" са ашовом и лопатом у руци. Речица Брзава која се улива у Тамиш, на простору између Томашевац и Ботоша, каналисана је до Конака, 1745-1764. године. На Тамишу је иза Томашевца направљена речна Устава 1966-1967. од стране грађевинске фирме "Планум".
Тако су знаменити Томашевчани 1741. године били "племићи" породице Ановић и Јефтић, који су имали своје печете - грбове, што се види на једном документу састављеном у Бечкереку. Породице Владисављев и Вијатов се везују као битне за преломне тренутке села, ратних година 1788. и 1848. Томашевац је био милитарско место са дугом традицијом и у њему је рођено око двадесет официра и много више подофицира. Томашевчани су се храбро борили и гинули славно не жалећи свој живот у свим ратовима. За развој села Томашевца били су посебно заслужни бројни трговци. Србин Тома Димић и Цинцарска породица браћа Буковале трговали су храном на велико, били извозници - бродовласници, са својим речним лађама. Томин син, Георг Димић је средином 19. века преводио (са грчког) и објавио три књиге. У двадесетом веку на културно-просветном плану најактивнији је парох Макса Вујић, који се бавио историографијом и писањем, и чији рукопис "Монографија села Томашевца" туђом непажњом био изгубљен 1928. године. Томашевац је дао много образованих људи, а у првој половини 19. века он је запажен претплатнички пункт, за набавку књига и новина. Међу велепоседницима са одајама, истичу се после развојачења (1873) Васа Радосављевић (из Панчева) и Шваба Георг Хајцман (из Сегедина). Радосављевић је поред поседа, имао трговину и био банкар у Панчеву. Уз трговца Ђуру Николића спада у највеће родољубе, да би после његове смрти, удова Марија је српском друштву „Привредник” поклонила чак 325 јутара земље, остале од Радосављевића у Томашевцу. Ђерђ Хајцман је дошао из Сегедина, као градитељ жељезничке пруге 1894. године, и стекао велики посед у Томашевцу. Он је вирилни члан Торонталске жупанијске скупштине - имао је 1908. године пореску основицу 1533 круне, акционар бечкеречке шећеране и најзаслужнији је за градњу католичког храма у Томашевцу, који је освештан 1908. године у центру насеља.
Од високо образованих људи у Томашевцу су рођени: Светислав Предић правник, књижевник и дипломата, затим Миливој Предић књижевник, Петар Радуловић филозоф, педагог и управитељ Препарандије (Учитељске школе) у Карловцу, др Лазар Марковић Мргуд лекар и књижевник, Перић Софија (удата Нешић) глумица СНП, Предраг Лојаница, доктор уметности итд.
Као и остала банатска села тог времена, Томашевац је пре Другог светског рата био једна затворена и конзервативна средина, мада су постојали млади ентузијасти који су покушавали да у Томашевац унесу нешто ново и напредно. То су углавном били млади људи који су завршавали школе у Петровграду. Тако је 1927. године у Томашевцима основан фудбалски клуб „Омладинац“, један од првих у околини. После рата Томашевац је доживео бројне промене. Село је модернизовано и до осамдесетих година добило све атрибуте модерног села. Данас је Томашевац пре свега познат по сточарству, и то узгоју расних говеда.

### Константин Пантелић иконописац томашевачки
У Томашевцу је између 1840. и 1861. живео у својој кући, и радио ученик Константина Данила, академски иконописац Константин Пантелић. Пантелић је био Сремац, рођен у Руми 1800. године, од оца учитеља. Завршио је бечку Уметничку академију, а затим путовао и живео по местима где је радио. Први већи рад му је иконостас цркве у Кулпину, по наруџби патријарха Стратимировића. Радио је 18 иконостаса, међу којима у Банату, онај у Томашевцу, затим у Сакулама и Ботошу. Он је до 1847. године урадио иконостас у цркви летњег Св. Николе у Томашевцу, који је убрзо запаљен по команди мађарског пуковника иначе Србина, Јаноша Дамјанића из Арада. Из Томашевца се преселио у Панчево, а пред смрт у Доњи Товарник где је умро 1882. године.

## Демографија
У насељу Томашевац живи 1391 пунолетни становник, а просечна старост становништва износи 41,0 година (39,5 код мушкараца и 42,5 код жена). У насељу има 647 домаћинстава, а просечан број чланова по домаћинству је 2,73.
Ово насеље је великим делом насељено Србима (према попису из 2002. године), а у последња три пописа, примећен је пад у броју становника.
|  |

| Демографија | Демографија | Демографија |
| Година      | Становника  | Становника  |
| ----------- | ----------- | ----------- |
| 1948.       | 2.518       |             |
| 1953.       | 2.528       |             |
| 1961.       | 2.532       |             |
| 1971.       | 2.354       |             |
| 1981.       | 2.149       |             |
| 1991.       | 1.904       | 1.891       |
| 2002.       | 1.765       | 1.845       |
| 2011.       | 1.423       |             |

| Етнички састав према попису из 2002.‍ | Етнички састав према попису из 2002.‍ | Етнички састав према попису из 2002.‍ | Етнички састав према попису из 2002.‍ | Етнички састав према попису из 2002.‍ |
| ------------------------------------ | ------------------------------------ | ------------------------------------ | ------------------------------------ | ------------------------------------ |
|                                      |                                      |                                      |                                      |                                      |
| Срби                                 | Срби                                 |                                      | 1.626                                | 92,12%                               |
| Роми                                 | Роми                                 |                                      | 58                                   | 3,28%                                |
| Мађари                               | Мађари                               |                                      | 23                                   | 1,30%                                |
| Румуни                               | Румуни                               |                                      | 11                                   | 0,62%                                |
| Југословени                          | Југословени                          |                                      | 8                                    | 0,45%                                |
| Словаци                              | Словаци                              |                                      | 3                                    | 0,16%                                |
| Руси                                 | Руси                                 |                                      | 2                                    | 0,11%                                |
| Црногорци                            | Црногорци                            |                                      | 1                                    | 0,05%                                |
| Хрвати                               | Хрвати                               |                                      | 1                                    | 0,05%                                |
| Немци                                | Немци                                |                                      | 1                                    | 0,05%                                |
| Македонци                            | Македонци                            |                                      | 1                                    | 0,05%                                |
| непознато                            | непознато                            |                                      | 1                                    | 0,05%                                |

| \| \| м \| \| \| ж \| \| ? \| 0 \| \| \| 3 \| \| 80+ \| 12 \| \| \| 24 \| \| 75—79 \| 19 \| \| \| 47 \| \| 70—74 \| 59 \| \| \| 48 \| \| 65—69 \| 63 \| \| \| 75 \| \| 60—64 \| 47 \| \| \| 51 \| \| 55—59 \| 42 \| \| \| 56 \| \| 50—54 \| 61 \| \| \| 59 \| \| 45—49 \| 57 \| \| \| 57 \| \| 40—44 \| 77 \| \| \| 50 \| \| 35—39 \| 71 \| \| \| 69 \| \| 30—34 \| 56 \| \| \| 50 \| \| 25—29 \| 48 \| \| \| 60 \| \| 20—24 \| 57 \| \| \| 30 \| \| 15—19 \| 45 \| \| \| 62 \| \| 10—14 \| 71 \| \| \| 56 \| \| 5—9 \| 59 \| \| \| 50 \| \| 0—4 \| 38 \| \| \| 36 \| \| Просек : \| 39,5 \| \| \| 42,5 \| |      |  |  |      |
| |      |  |  |      |
| | м    |  |  | ж    |
| ? | 0    |  |  | 3    |
| 80+ | 12   |  |  | 24   |
| 75—79 | 19   |  |  | 47   |
| 70—74 | 59   |  |  | 48   |
| 65—69 | 63   |  |  | 75   |
| 60—64 | 47   |  |  | 51   |
| 55—59 | 42   |  |  | 56   |
| 50—54 | 61   |  |  | 59   |
| 45—49 | 57   |  |  | 57   |
| 40—44 | 77   |  |  | 50   |
| 35—39 | 71   |  |  | 69   |
| 30—34 | 56   |  |  | 50   |
| 25—29 | 48   |  |  | 60   |
| 20—24 | 57   |  |  | 30   |
| 15—19 | 45   |  |  | 62   |
| 10—14 | 71   |  |  | 56   |
| 5—9 | 59   |  |  | 50   |
| 0—4 | 38   |  |  | 36   |
| Просек : | 39,5 |  |  | 42,5 |

| Година пописа     | 1948. | 1953. | 1961. | 1971. | 1981. | 1991. | 2002. |
| ----------------- | ----- | ----- | ----- | ----- | ----- | ----- | ----- |
| Број домаћинстава | 625   | 653   | 683   | 676   | 657   | 607   | 647   |

| Број чланова      | 1   | 2   | 3   | 4   | 5  | 6  | 7 | 8 | 9 | 10 и више | Просек |
| ----------------- | --- | --- | --- | --- | -- | -- | - | - | - | --------- | ------ |
| Број домаћинстава | 139 | 207 | 101 | 124 | 52 | 19 | 3 | 1 | 0 | 1         | 2,73   |

| Пол    | Укупно | Неожењен/Неудата | Ожењен/Удата | Удовац/Удовица | Разведен/Разведена | Непознато |
| ------ | ------ | ---------------- | ------------ | -------------- | ------------------ | --------- |
| Мушки  | 714    | 189              | 457          | 45             | 22                 | 1         |
| Женски | 741    | 111              | 455          | 163            | 11                 | 1         |
| УКУПНО | 1.455  | 300              | 912          | 208            | 33                 | 2         |

| Пол    | Укупно                    | Пољопривреда, лов и шумарство | Рибарство                            | Вађење руде и камена | Прерађивачка индустрија       |
| ------ | ------------------------- | ----------------------------- | ------------------------------------ | -------------------- | ----------------------------- |
| Мушки  | 508                       | 306                           | 2                                    | 1                    | 58                            |
| Женски | 290                       | 216                           | 0                                    | 0                    | 14                            |
| Укупно | 798                       | 522                           | 2                                    | 1                    | 72                            |
|        |                           |                               |                                      |                      |                               |
| Пол    | Производња и снабдевање   | Грађевинарство                | Трговина                             | Хотели и ресторани   | Саобраћај, складиштење и везе |
| Мушки  | 4                         | 11                            | 67                                   | 3                    | 23                            |
| Женски | 0                         | 0                             | 30                                   | 2                    | 2                             |
| Укупно | 4                         | 11                            | 97                                   | 5                    | 25                            |
|        |                           |                               |                                      |                      |                               |
| Пол    | Финансијско посредовање   | Некретнине                    | Државна управа и одбрана             | Образовање           | Здравствени и социјални рад   |
| Мушки  | 0                         | 2                             | 4                                    | 13                   | 5                             |
| Женски | 1                         | 1                             | 2                                    | 14                   | 7                             |
| Укупно | 1                         | 3                             | 6                                    | 27                   | 12                            |
|        |                           |                               |                                      |                      |                               |
| Пол    | Остале услужне активности | Приватна домаћинства          | Екстериторијалне организације и тела | Непознато            | Непознато                     |
| Мушки  | 8                         | 0                             | 0                                    | 1                    | 1                             |
| Женски | 1                         | 0                             | 0                                    | 0                    | 0                             |
| Укупно | 9                         | 0                             | 0                                    | 1                    | 1                             |